# Magyarországi egyházi könyvtárak kéziratkatalógusai
A Magyarországi egyházi könyvtárak kéziratkatalógusai egy könyvsorozat, amely a Magyarországon található egyházi könyvtárakban őrzött újkori kéziratok jegyzékét tartalmazza, lehetőség szerint egységes szempontok szerint. Összesen 13 kötet jelent meg 1980 és 2000 között, amely becslés alapján a teljes anyag mintegy 60–80%-át tartalmazza.

## Története
A Trianon utáni Magyarországon megmaradt régi könyvek és a könyvtárakban őrzött kéziratok mintegy harmadrészét egyházi gyűjtemények őrzik. Ezek közül a kéziratállomány áttekintése a 20. század közepéig különösen nehéz volt, mivel a gyűjtemények nem voltak sem teljesen, sem jól feldolgozva, és a létező, többnyire szakrendben felvett jegyzékekben is nehezen lehetett tájékozódni. Csupán négy-öt egyházi könyvtárnak jelent meg nyomtatott katalógusa, többnyire a 19. század végén.
Ezért vetődött föl az 1970-es években a Művelődési Minisztérium Könyvtárügyi Osztályán az a terv, hogy az Országos Széchényi Könyvtár nyomtatott katalógusok formájában tegye közzé a feldolgozott kéziratgyűjtemények anyagát, hogy azok bekerüljenek az ország tudományos vérkeringésébe. A vállalkozás megvalósításának alapvető feltétele volt az egyházi hatóságok (főként az Országos Katolikus Gyűjteményi Központ és az Országos Református Gyűjteményi Tanács) valamint a könyvtárak szakértő munkatársainak támogatása. A kéziratok feldolgozásának szempontjait Berlász Jenő dolgozta ki. A könyvsorozatot Szelestei Nagy László szerkesztette, aki az Országos Széchényi Könyvtár munkatársaként az egyházi könyvtárak referense volt. Lektorként, valamint szakmai instruktorként Fülöpné Csanak Dóra, a Magyar Tudományos Akadémia Könyvtára kézirattárának vezetője volt segítségére.  

## Jellege
A sorozat nem tartozik a legrészletesebb, legpontosabb és legbővebb mutatókkal ellátott katalógusok közé. Leírásai szűkszavúak, csupán a legfontosabb információkat közlik, sem formailag, sem tartalmilag nem lépnek fel a teljesség igényével. Nem minden esetben utalnak a korábbi szakirodalomra, illetve irodalomtörténeti katalógusokra. Sokszor nem lehet tudni, hogy milyen művek rejtőznek az összefoglaló címek mögött. Mégis hatalmas jelentősége volt annak, hogy az addig csak helyben megismerhető  gyűjtemények a katalógusok által mintegy meghívót nyújtottak, és megnyíltak a távoli kutatók számára is.
A katalógusokból tudatosan kimaradtak a középkori (1526 előtti) kódexek, illetve az 1850 utáni kéziratok. Előbbieket a szerkesztő, egy külön, összesített kötetben tervezte közölni, ez azonban nem valósult meg. A későbbi kötetekben mindkét korszakhatáros szabály alól akadtak kivételek. Így a Győri Egyházmegyei Könyvtár kéziratkatalógusa (8. kötet) az első 20 tételben közölte a középkori kódexek egyszerűsített leírását, a Piarista Rend Magyar Tartománya Központi Levéltára esetében (13. kötet) pedig a leírt állomány 1906-ig tartalmaz kéziratokat.

## A megjelent kötetek
| kötet | cím, szerző, tartalom | elektronikus elérhetőség |
| ----- | --- | ------------------------ |
| 1.    | A Tiszántúli Református Egyházkerület Nagykönyvtárának (Debrecen) kéziratkatalógusa: 1850 előtti kéziratok / Fekete Csaba–Szabó Botond, Budapest, 1979 [!1980]. 310 p. Tartalma: Kézirattár (R). Ismertetés: Vízkelety András, in Magyar Könyvszemle 97(1981), 249-250. |                          |
| 2.    | A Pannonhalmi Főapátsági Könyvtár kéziratkatalógusa: 1850 előtti kéziratok / Szabó Flóris OSB, Budapest, 1981 [!1982]. 240 p. Tartalma: Benedictina (BKA, BK+, BK), Hungarica, Jesuitica. |                          |
| 3.    | A Dunamelléki Református Egyházkerület Ráday-gyűjteményének kéziratkatalógusa: 1850 előtti kéziratok, L. Kozma Borbála–Ladányi Sándor, Budapest, 1982 [!1984]. 340 p. Tartalma: Kézirattár (méret szerint: K-0, K-1), Szemere-tár, Ráday Pál iratai, Ráday Gedeon levelezése |                          |
| 4.    | A Tiszáninneni Református Egyházkerület Nagykönyvtárának (Sárospatak) kéziratkatalógusa: 1850 előtti kéziratok / Börzsönyi József, Budapest, 1986. 410 p. Tartalma: Kézirattár (méret és kötés szerint: Kt, Kta, Ktd, Analecta, Levélgyűjtemény). Ismertetés: Szabó András, in Irodalomtörténeti Közlemények 91-92(1987-1988), 754-755.                                                                 |                          |
| 5.    | Az Egri Főegyházmegyei Könyvtár kéziratkatalógusa: 1850 előtti kéziratok / Iványi Sándor, Budapest, 1986. 250 p. Tartalma: nyomtatott könyvek között található kéziratok, Kéziratgyűjtemény (Ms). Ismertetés: Monok István, in Irodalomtörténeti Közlemények 91-92(1987-1988), 372-373; Varga Imre, in Magyar Könyvszemle 104(1988), 225-226                                                            |                          |
| 6.    | A Dunántúli Református Egyházkerület Nagykönyvtárának (Pápa) kéziratkatalógusa: 1850 előtti kéziratok / Szabó György, Budapest, 1987[!1988]. 232 p. Tartalma: Kézirattár (0-szak), Dunántúli Református Egyházkerület Könyvtárának és Múzeumának kéziratai, Őriszentpéteri Református Egyházközség kéziratai, Vörösberényi Református Egyházközség kéziratai.                                           |                          |
| 7.    | A Kalocsai Főszékesegyházi Könyvtár kéziratkatalógusa: 1850 előtti kéziratok / Boros István, Budapest, 1989. 221 p. Tartalma: Kézirattár (Ms), könyvtári kolligátumokban található kéziratok. Ismertetés: Kovács János, in Magyar Egyháztörténeti Vázlatok 4(1992), 273-277. |                          |
| 8.    | A Győri Egyházmegyei Könyvtár kéziratkatalógusa: 1850 előtti kéziratok / Bánhegyi B. Miksa OSB, Budapest,1991. 113 p. Tartalma: Kézirattár (méret szerint: Ms I-III, hagyatékok: Ms IV), nyomtatott könyvek között található kéziratok. Ismertetés: Kovács János, in Magyar Egyháztörténeti Vázlatok 4(1992), 273-277; Sarbak Gábor, in Magyar Könyvszemle 109(1993) 243-244.                           |                          |
| 9.    | Az Esztergomi Főszékesegyházi Könyvtár Batthyány-gyűjteményének katalógusa / Beke Margit SSND, Budapest, 1991. 164 p. Ismertetés: Kovács János, in Magyar Egyháztörténeti Vázlatok 4(1992), 273-277; Körmendy Kinga, in Magyar Könyvszemle 109(1993) 242-243. |                          |
| 10.   | Az Evangélikus Országos Levéltár (Budapest) kéziratkatalógusa: 1850 előtti kéziratok / Böröcz Enikő, Budapest, 1993. 327 p. Tartalma: az Archivum Generalis Ecclesiae anyagában található kéziratok, Evangélikus Országos Könyvtár kéziratai. | MEDIT                    |
| 11.   | A Váci Egyházmegyei Könyvtár kéziratkatalógusa: 1850 előtti kéziratok / Tóth Béla, Budapest, 1999. 169 p. Tartalma: kéziratgyűjtemény, a muzeális gyűjtemény kéziratai, a Miscellanea (aprónyomtatvány-kolligátumok gyűjteménye) kéziratai, a Püspöki Levéltárban őrzött kéziratgyűjtemények (Althaniana, Migazziana, Bellum Gallicum).                                                                 |                          |
| 12.   | A Csurgói Református Gimnázium, valamint a Kecskeméti, Kiskunhalasi és Kunszentmiklósi Református Egyházközségek könyvtárainak kéziratkatalógusa: 1850 előtti kéziratok / Adorján Imréné–Szabó András, Budapest, 1999. 118 p. Tartalma: Csurgó: Kézirattár (K), nyomtatott könyvek között található vagy nyomtatott könyvekbe kötött kéziratok; Kecskemét, Kiskunhalas és Kunszentmiklós: kézirattárak. |                          |
| 13.   | A Magyar Piarista Rendtartomány Központi Levéltárának kéziratkatalógusa, I / Koltai András, Budapest, 2000. 189 p. Tartalma: Manuscripta (I.2.a) Series in forulis (For. 0-3., For. 0-4., For. 0-5., For. 5., For. 6., For. 000-9.) |                          |